# Vilussaare
Vilussaare – wieś w Estonii, w prowincji Tartu, w gminie Tartu.